# Gangga
Gangga (en tibetano, སྒང་དཀར; wylie, sgang dga; en chino, 岗嘎镇; pinyin, Gǎnggā zhèn léase Kang-Ka) comúnmente conocida como Antigua Tingri debido a que ese fue el nombre de la zona "Tingri" hasta 1999 es una localidad del Condado de Tingri, en el sur de la Región Autónoma del Tíbet. Tiene una población de unos 523 habitantes, y suele ser utilizada como base por los alpinistas que se preparan para ascender al Monte Everest o al Cho Oyu. Es conocida[cita requerida] por sus vistas del Monte Everest, el Lhotse, el Makalu y el Cho Oyu, que comprenden cuatro de las seis montañas más altas del mundo.
Tingri solía ser un importante puesto comercial donde los sherpas de Nepal intercambiaban arroz,  grano y hierro por lana tibetana, ganado y sal. Da nombre a la amplia cuenca de tierras altas de más de 4,5 metros (4,9 yd) altura que se conoce como llanura de Tingri. Hay que cruzar el paso conocido como Lak Pa La (el. 5,22 metros (5,7 yd)) al norte para llegar al sistema de vallesen las cercanías de Tsangpo. Los ríos poco profundos y de corriente rápida de agua de nieve derretida hacen que sus praderas sean ideales para el pastoreo de los animales tibetanos. En la llanura solían abundar las gacelas, las  ovejas azules, los antílopes y los khyang o asnos salvajes pero, por desgracia, la mayoría de los animales han desaparecido. El ejército chino tiene una pequeña base en las cercanías.

## Fundación
Tingri Lankor (Ding ri glang 'khor) La Residencia de Padampa fue fundada en 1097 CE por el adepto budista del sur de la India, Padampa Sangye (fallecido en 1117) que realizó cinco visitas al Tíbet y fue una persona importante en el restablecimiento del  Budadharma en el Tíbet. Su consorte fue la dakini tibetana Machik Labdron. La gompa o templo se construyó en la cueva de meditación de Padampa Sange y se convirtió en la sede de la escuela Dampapa del budismo tibetano. Está en proceso de restauración.

## Galería de imágenes

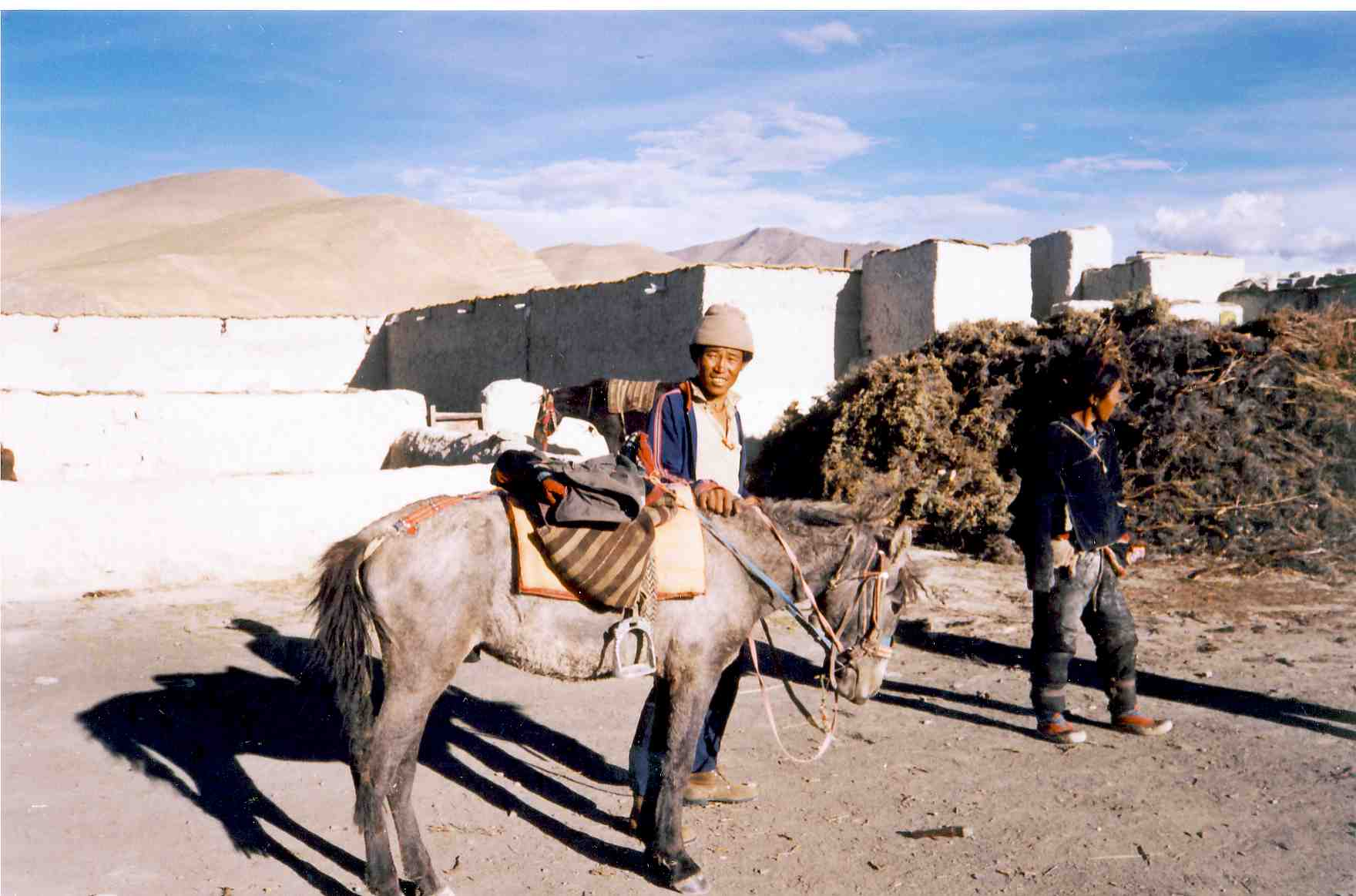
Tingri Dzong, 1993
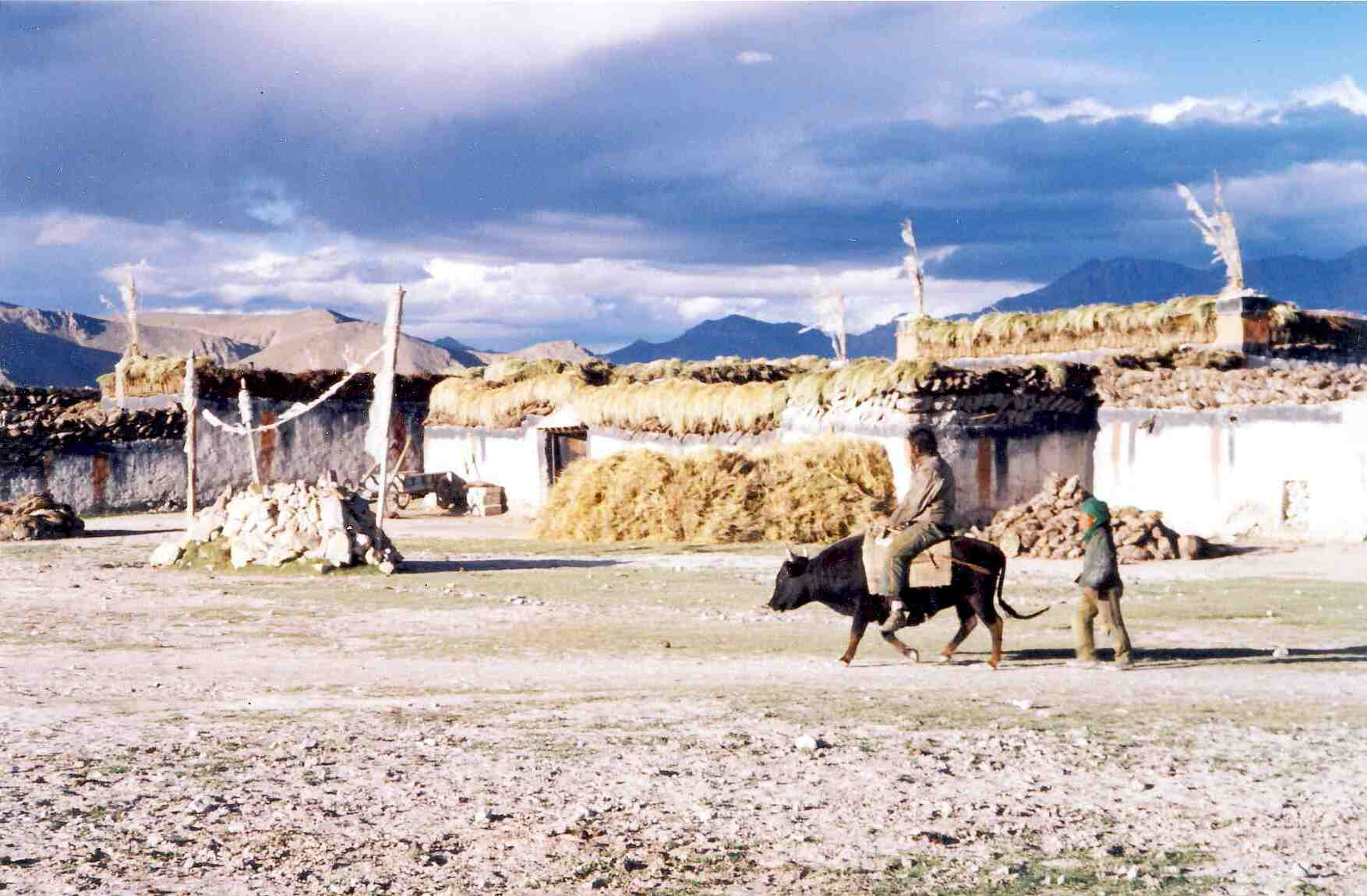
Cabalgando un dzo. Tingri, Tíbet. 1993.
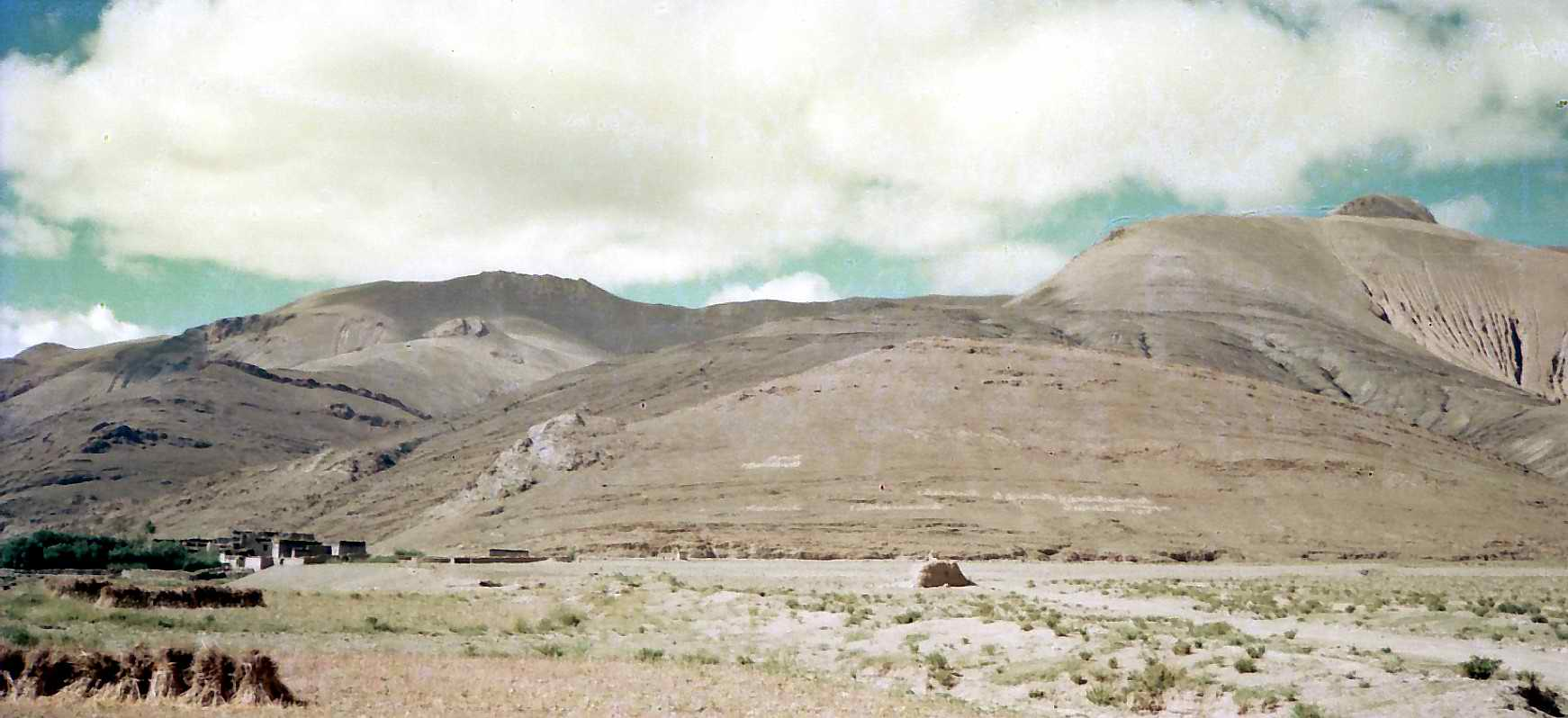
Ciudad deTingri, Tíbet. 1993.
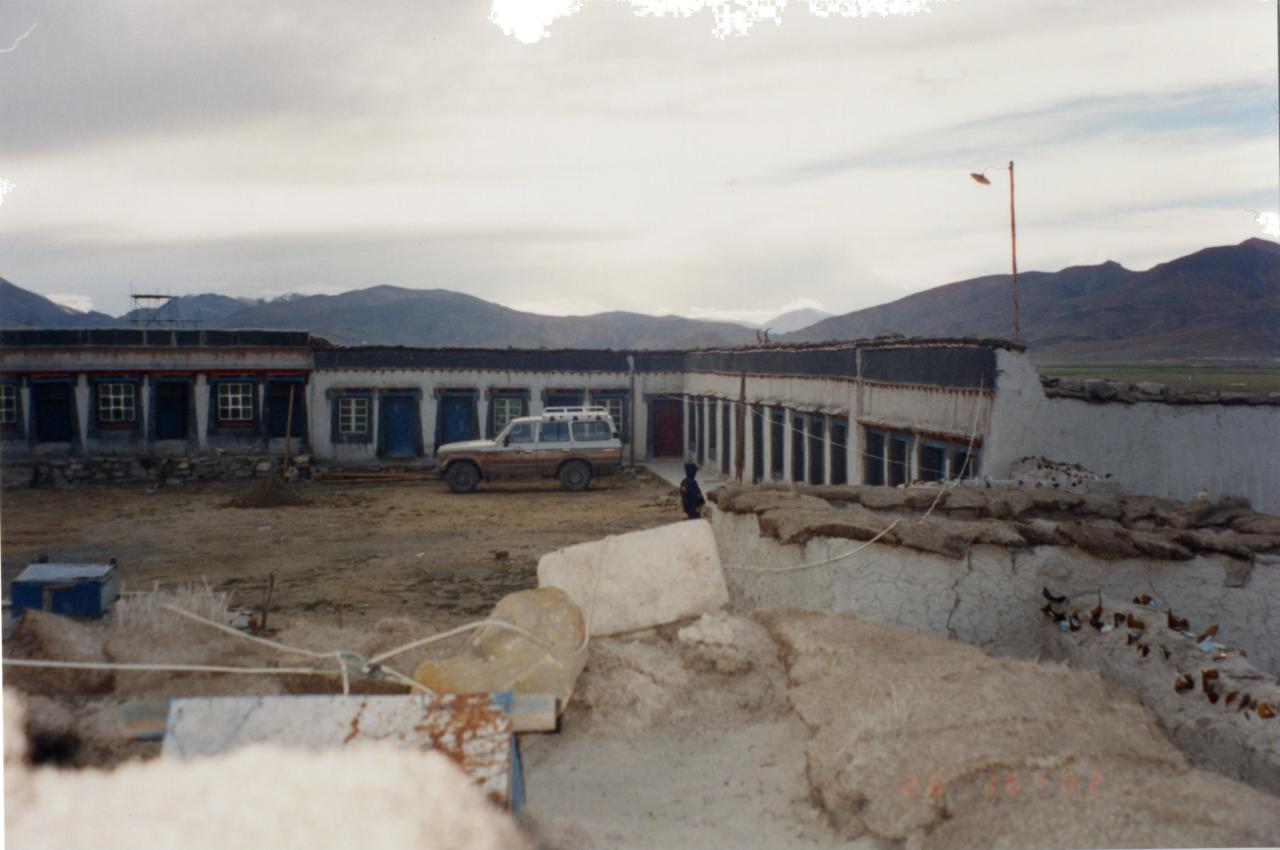
Ciudad de Tingri (hotel)
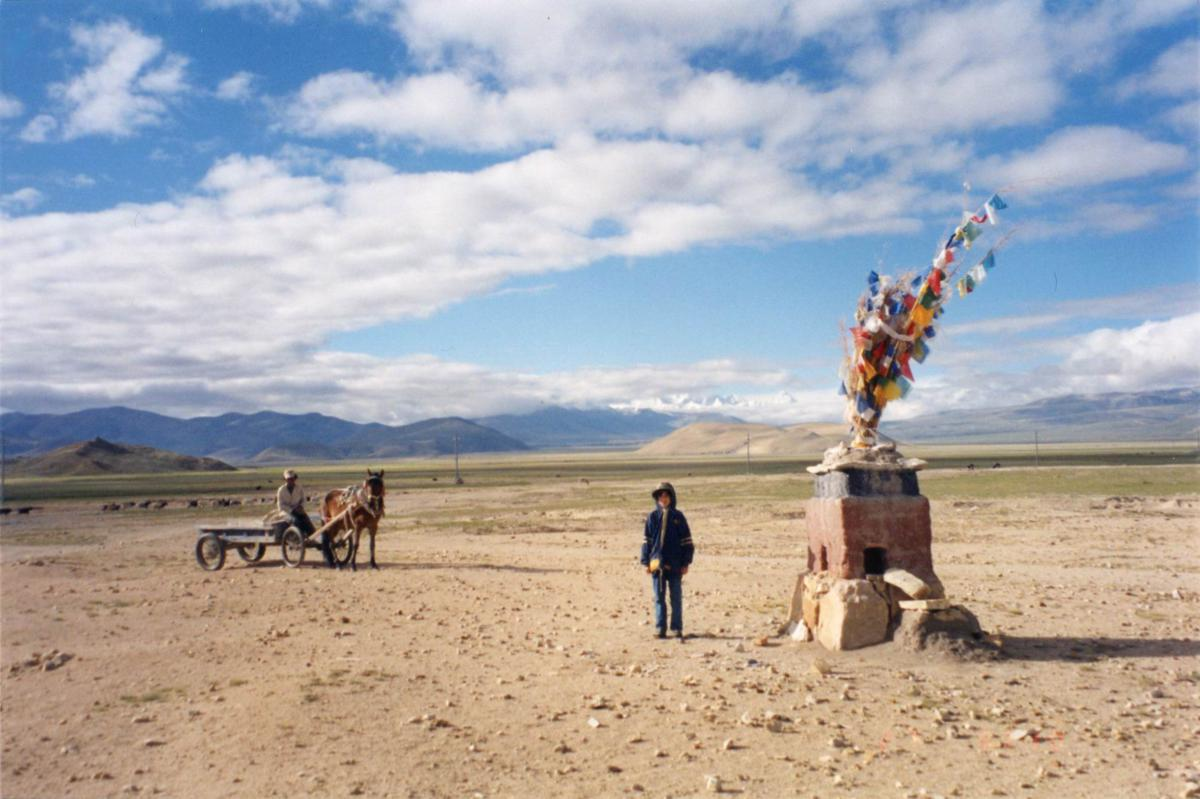
Vista del Himalaya desde Tingri